# Edgar Cayce
Edgar Cayce (Hopkinsville, Kentucky, 18 de marzo de 1877-Virginia Beach, Virginia, 3 de enero de 1945) fue un médium estadounidense que decía poseer la habilidad [cita requerida] de responder a preguntas sobre temas tan diversos como sanación, reencarnación, inmortalidad, espiritualidad, guerras, la Atlántida y futuros acontecimientos mientras se encontraba en un estado hipnótico de trance. Estas respuestas llegaron a conocerse como las «lecturas de las vidas» y por lo general fueron manifestadas a determinadas personas mientras Cayce se hallaba hipnotizado [cita requerida]. Esta habilidad que poseía hizo que adoptara el sobrenombre de El Profeta Durmiente. Fundó la Asociación para la Investigación y la Ilustración dedicada a la aplicación práctica de sus creencias psíquicas, que contaba con un hospital y una universidad, cuyo presidente es Charles Thomas Cayce, nieto de Edgar Cayce. [cita requerida]
Se le considera también como el padre de la medicina holística [cita requerida] y uno de los psíquicos más importantes y documentados del siglo XX.[cita requerida] Cientos de libros se han escrito sobre él y sus lecturas de vida han tenido una buena acogida entre los más adeptos a sus habilidades y creencias [cita requerida]. Las cosas que supo captar[cita requerida] a nivel psíquico en áreas como la salud, la percepción extrasensorial, la religión y la reencarnación, lo han convertido en uno de los videntes más respetados dentro de la rama de lo esotérico. Asimismo, Cayce formaba parte de la organización religiosa Discípulos de Cristo y pudo vivir el advenimiento del Movimiento de la Nueva Era; algunos lo consideran[cita requerida] como el auténtico fundador y principal fuente de sus creencias más peculiares y profundas.
Se convirtió en una celebridad de la opinión pública durante sus últimos años de vida [cita requerida]. Estaba convencido de que los comunicados públicos y de ámbito publicitario en los medios de comunicación sobre sus profecías interferían entre las partes más relevantes de su trabajo[cita requerida], tales como curar a los enfermos y los estudios de la religión. Los escépticos criticaron sus supuestas habilidades psíquicas al recordar los múltiples errores en los que incurrió, así como la debilidad de su obra a un análisis cuidadoso, y los cristianos ortodoxos también cuestionaron sus teorías poco ortodoxas sobre asuntos religiosos, como la reencarnación y los registros akásicos.

## Biografía
Edgar Cayce nació cerca de Hopkinsville, en el Estado de Kentucky, el 18 de marzo de 1877. Según sus biógrafos, al parecer tenía amigos imaginarios que desaparecían con el tiempo. Cuando era niño, Cayce fue golpeado en la cabeza con una pelota de béisbol, por lo que le llevaron al hospital, donde lo declararon muerto, pero en segundos se despertó completamente sano[cita requerida].
En diciembre de 1893 la familia se mudó definitivamente a Hopkinsville, Kentucky, donde sólo estudió hasta la High School. Aunque no dejó la educación por cuestión de falta de recursos, lo hizo para ponerse a trabajar inmediatamente según la costumbre de la época[cita requerida]. También se unió a los Disciples of Christ como misionero, enseñando la Biblia los domingos, y contaba a los demás que veía auras y oía voces de gente muerta[cita requerida].
En 1900, Cayce empezó a vender seguros de la compañía Woodman of the World. Sin embargo, perdió completamente la voz por una severa laringitis[cita requerida]. Con sus ahorros abrió un estudio fotográfico al volver a Hopkinsville, pues en tal profesión no necesitaba hablar[cita requerida]. Para 1901 un hipnotista viajero conocido sólo como Hart "The laugh Man" llegó a Hopkinsville asegurando curar enfermedades con solo hipnosis, y Cayce se sometió al tratamiento frente a una audiencia pero siguió sin recuperar la voz[cita requerida]: Otro hipnotista, Al Layne, se ofreció a ayudarlo. Durante el trance, Cayce finalmente habló[cita requerida], pero refiriéndose a sí mismo como "Nosotros". Layne preguntó cuál era el problema de Cayce, la entidad contestó que se debía a una mala circulación de la sangre en la garganta. Layne preguntó si era curable y la entidad dijo que esperara; después la entidad dijo que Cayce estaba curado, finalizando la sesión, que duró 20 minutos en total. Cayce volvió a ser él mismo y continuó hablando normalmente (31 de marzo de 1901)[cita requerida].
Así se inició una asociación entre ambos para usar la habilidad en ayudar a otros. Cayce recibía cartas de personas que no conocía y en las lecturas recetaba tratamientos a pacientes que podrían estar a miles de kilómetros de distancia [cita requerida]; Cayce no recordaba nada de lo que decía en sus trances y dependía de transcripciones por parte de los testigos [cita requerida]. El caso más espectacular fue con Aime Dietrich, una niña de cinco años en estado de coma y que sufría convulsiones. Cayce en su lectura aseguró que la niña había caído de un carruaje, lastimándose la columna, lesión por donde entraron bacterias. Recomendó masajes en la espalda. En otra lectura dijo que los masajes se hicieron de forma incorrecta, dando más instrucciones; a los pocos días Aime estaba curada completamente[cita requerida]. 
El 17 de junio de 1903, se casó con Gertrude Evans, con quien tuvo su primer hijo en 1907. El segundo nació en 1911, pero murió a los pocos días.[cita requerida]

### De 1912 a 1925
Cayce viajó a Texas, donde hizo lecturas buscando petróleo [cita requerida], ordenó la construcción de un pozo en uno de los lugares señalados, pero por falta de financiamiento no se extrajo el petróleo; las lecturas aseguraron que fue un castigo por usar su habilidad buscando lucro. Volvió a Hopkinsville, donde desarrolló "Pit", un juego de cartas sobre bolsa de valores. En 1923, Arthur Lammers, impresor de Pit en Dayton (Ohio), contactó a Cayce solicitando una lectura para sí mismo. Cayce aceptó y Lammers aprovechó para preguntar sobre la reencarnación y la vida después de la muerte. Cayce, enojado por esto, enunció una reglas para prohibir toda lectura sobre estos temas y llevar registros detallados de las sesiones [cita requerida].
En 1925, durante una sesión, la entidad exigió a Cayce [cita requerida] que se mudara a Virginia Beach, Virginia, y abriera un hospital, asegurando que la arena de ese lugar tenía propiedades curativas.

### De 1925 a 1945: Virginia Beach
Cayce recibió financiamiento de Morton Blumenthall, un corredor de bolsa de Nueva York, para abrir The Cayce Hospital, donde diagnosticaba las enfermedades y prescribía diversos métodos de tratamiento, desde una modificación del régimen alimenticio hasta una intervención quirúrgica. Los temas de las lecturas, además de medicina, también eran sobre ocultismo y esotéricos, En esta época perfecciona su método del "Profeta Durmiente": Cayce se dormía en segundos, y una secretaria transcribía todo lo que decía además de grabar la sesión con un gramófono; estaba limitado a hacer seis lecturas por día por orden de las Voces[cita requerida].
En 1929 Blumenthall solicitó una lectura sobre la bolsa de valores, donde Cayce respondió que la bolsa colapsaría y era demasiado tarde para hacer algo[cita requerida]; lo cual efectivamente ocurrió, y sin la financiación de Blumenthall el hospital cerró.
En los años 30 Cayce se retiró de la vida pública, enfocándose en los Study Groups, los cuales discutían temas esotéricos como karma, astrología y vidas pasadas, rompiendo su antigua limitación de tratar estos temas. Aquí desarrolló el concepto de los registros akásicos[cita requerida] cuando le preguntaron de dónde salía todo el conocimiento de las lecturas: "especie de almacén de todo lo que ha acontecido desde el inicio de los tiempos registrado en el éter. Allí está todo lo que ha acontecido desde el inicio de los tiempos y todos los conocimientos del universo."
En 1943 volvió a ganar notoriedad al dar una entrevista para la revista Coronet, Miracle Man of Virginia Beach, cuando fue contratado por el gobierno estadounidense para localizar a soldados desaparecidos en acción, ubicándolos con exactitud en todos los casos [cita requerida], además de rebasar el límite de seis sesiones por día establecido en los años 20[cita requerida]. Cayce falleció el 3 de enero de 1945 y está enterrado en el Riveside Cementery en Hopkinsville, Kentucky.

## Importancia
Egdar Cayce fue uno de los psíquicos más célebres de Estados Unidos[cita requerida], ya que se supone que poseía facultades de clarividencia y percepción extrasensorial. Entraba en estado de trance hipnótico durante sus llamadas «lecturas» [cita requerida] (readings) y respondía a las preguntas de un individuo. Estas lecturas mencionaban, al principio, la salud física del individuo. Fue un gran investigador de la reencarnación por medio de «regresiones» a vidas pasadas. Mucha gente lo visitaba para buscar ayuda a sus males y dolencias. La ARE (Asociación para Investigación e Iluminación) conserva actualmente todas las lecturas, unas 14.000, de las que 8.500 se dedican a temas de salud. Se venden en formato electrónico.
Aunque Cayce consideraba más importante su dedicación al trabajo social (la mayoría de sus «lecturas» las realizó para personas que estaban enfermas) o a la teología cristiana (Cayce fue toda su vida un miembro de la iglesia protestante «Discípulos del Cristo»).[cita requerida] Se ganaba la vida con su trabajo fotográfico, pero recibía también modestas donaciones que lo ayudaban, ya que no cobraba nada por sus tratamientos y consultas. Sus procedimientos eran múltiples: medicinas, masajes, hidroterapia, ejercicios, hierbas y remedios naturales. Veía las causas de la enfermedad que a veces se remontaban a anteriores encarnaciones distantes y enseñaba cómo disolver los karmas pendientes.
Según el escritor francés Louis Pauwels, que narra la historia de este personaje en su libro El retorno de los brujos (Le Matin des Magiciens, 1960, librairie Gallimard), Cayce era un hombre muy sencillo, con poca formación cultural, que cuando dormía era capaz de recetar la solución médica de cualquier enfermedad, desde que a la edad de cinco años cayera en coma a causa de un pelotazo del que parecía que no sobreviviría, siendo víctima de una enfermedad incurable que no quiso revelar a nadie.